# Chelonistele ramentacea
Chelonistele ramentacea är en orkidéart som beskrevs av Jeffrey James Wood. Chelonistele ramentacea ingår i släktet Chelonistele och familjen orkidéer. Inga underarter finns listade i Catalogue of Life.